# Pedro Barrié de la Maza
Pedro Barrié de la Maza (La Corunya, 17 de desembre de 1888 — 14 de març de 1971), Comte de Fenosa, va ser un important empresari gallec i financer del segle xx. Dona nom a una de les principals avingudes de la ciutat on va viure, la Corunya.

## Biografia

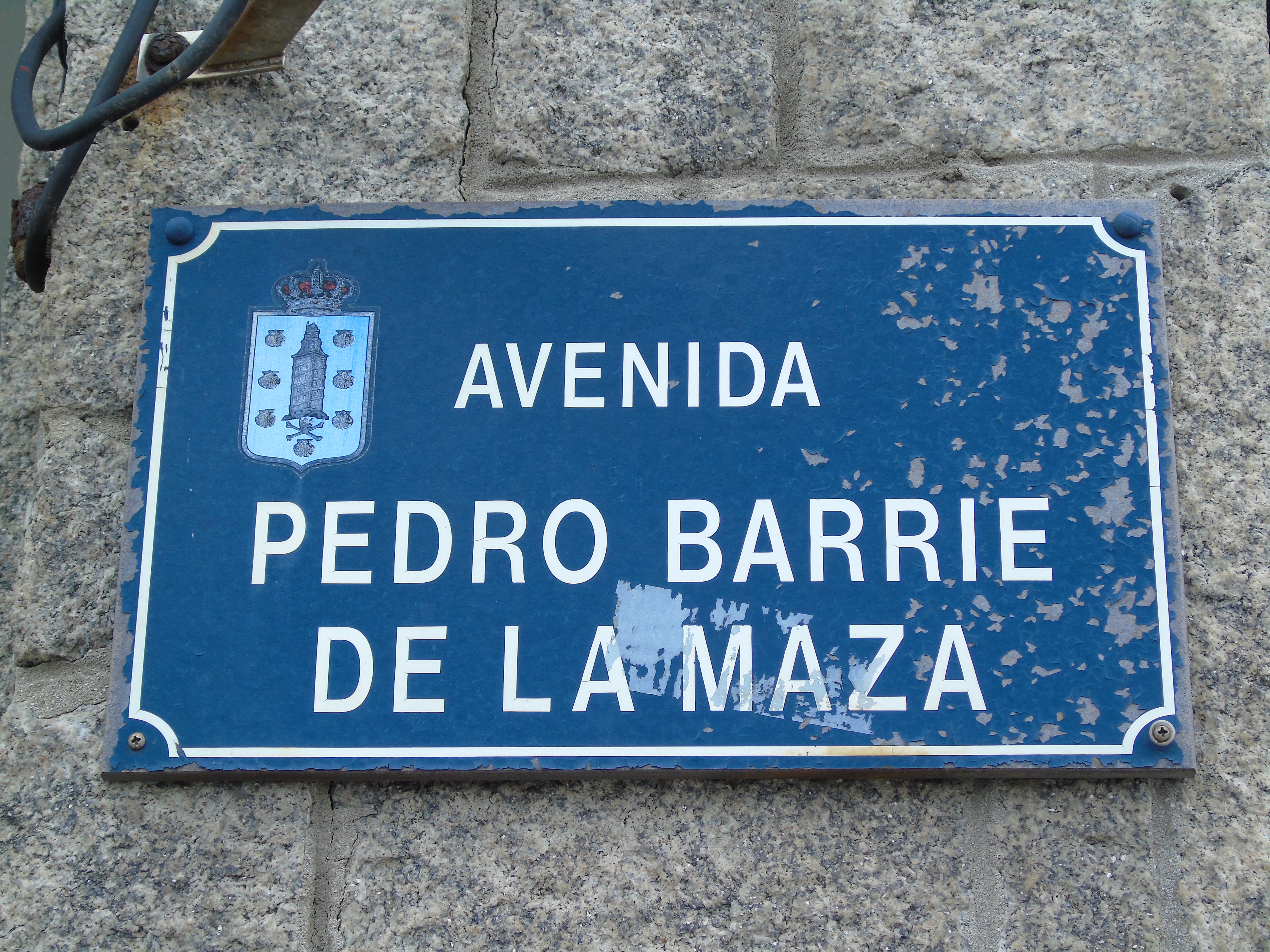
Placa de l'avinguda Pedro Barrié de la Maza, a la Corunya.

Era fill de Pedro Barrié y Pastor (soci del Banco Pastor) i d'Amalia de la Maza y Agar. Va estudiar la carrera de Comerç a l'Escola Superior de Comerç de la Corunya, i després amplià els seus estudis financers a Gran Bretanya, Alemanya i França.
El 1915, Pedro Barrié de la Maza, s'incorpora com a soci del seu pare en tornar de la seva formació financera, per prendre el control del Banco Pastor el 1936. Va ser un dels principals financers durant la guerra civil espanyola. Amb el pas dels anys és nomenat comte de Fenosa i arriba a controlar la majoria dels sectors econòmics de Galícia, des dels bancs fins als complexos turístics, passant per la producció elèctrica, la indústria química, minera o la construcció naval.
Des de 1939 fins a 1971 dirigeix el principal banc de Galícia, el Banco Pastor, i va crear el 1943 l'empresa d'electricitat Fuerzas Eléctricas del Noroeste S.A. (FENOSA), avui part d'Unión Fenosa, participant així en alt grau en el desenvolupament econòmic de Galícia. FENOSA va ser el resultat de la forçada fusió de la Fábrica de Gas y Electricidad, que posseïa Barrié a la ciutat de la Corunya, amb Electra Popular de La Coruña, propietat de l'empresari José Miñones Bernárdez.
Va ser president d'Astilleros y Talleres del Noroeste, S.A. (ASTANO) des de 1948 fins a 1971. Des de 1944 fins a 1971 va ser President de la Junta d'Obres del Port de la Corunya construint, entre altres coses, el dic d'abric. Va promoure o va presidir moltes altres empreses com CEDIE El Barco de Valdeorras, Aluminio de Galicia, Gas Madrid, La Toja, Miner Siderúrgica de Ponferrada o PEBSA.
El 5 de desembre de 1938, juntament amb Julio Muñoz Aguilar, governador civil de la Corunya, van promoure l'adquisició mitjançant una subscripció popular de la finca del Pazo de Meirás, que havia pertangut a la novel·lista Emilia Pardo Bazán, constituint durant diverses dècades residència estiuenca del general Franco. El 1955 li va ser atorgat el títol de Comte de Fenosa per la promoció i el desenvolupament de l'empresa elèctrica. Va ser posseïdor de moltes altres distincions com poden ser la Gran Creu d'Isabel la Catòlica, la Gran Creu de l'Ordre Civil de la Beneficència o la Gran Creu del Mèrit Civil.
El 1966 crea la Fundació Pedro Barrié de la Maza amb un capital inicial de 3.300 milions de pessetes i la va declarar hereva universal a la seva defunció. La fundació va ser posseïdora de més del 40% de les accions del Banc Pastor que després de la seva fusió amb el Banc Popular el va convertir en un dels principals accionistes d'aquest. Les principals activitats de la fundació són exhibicions i exposicions a la seva seu de la Corunya. El cicle de concerts de la fundació és d'elevada qualitat. Així mateix, la Fundació Pedro Barrié de la Maza té un dels programes de beques per a estudiants de postgrau més prestigiós d'Espanya en el qual destaca el compromís dels seleccionats amb el desenvolupament econòmic de Galícia.
La fundació, a més, és la responsable de la creació de les escoles tècniques d'arquitectura superior i arquitectura tècnica a La Corunya, amb motiu d'implantar aquests ensenyaments al nord-oest d'Espanya a les quals va finançar en la seva creació i va engegar, creant un vincle entre la fundació i els estudiants d'aquestes.
En 2006, i amb motiu del 30 aniversari de la fundació de l'Escola Tècnica Superior d'Enginyers Industrials Pedro Barrié de la Maza, se li lliura la medalla d'or de la Universitat de Vigo.

## Vida personal
Va estar casat primer amb Amalia de Torres Sanjurjo, filla dels comtes de Torre Penela, de qui va enviduar. Al desembre de 1966 va tornar a contreure matrimoni amb Carmela Arias y Díaz de Rábago (Comtessa de Fenosa), qui va ser presidenta del Banc Pastor i de la Fundació Pedro Barrié de la Maza després de la seva mort. Està enterrat al Cementiri de Santo Amaro de la Corunya.